# Prince R380
Prince R380 är en sportvagn, tillverkad av den japanska biltillverkaren Prince Motor Company 1965. Bilen vidareutvecklades senare till Nissan R380-II

## Bakgrund
Under 1960-talet, före formel 1-eran, kördes Japans Grand Prix med standardvagnar i olika storleksklasser. Prince Motor Company hade stora förhoppningar på sin nya Skyline GT S54 inför loppet 1964 men fick se sig slagna av en Porsche 904. Eftersom Porschen var en sportvagnsprototyp förklädd till GT-vagn beslutade Prince att ta fram en liknande bil till efterföljande år.

## Utveckling
Prince saknade erfarenheter av att bygga rena tävlingsbilar och köpte därför ett chassi från Brabham som studieobjekt. Företagets chefsingenjör Shinichiro Sakurai utgick från detta och tog fram en passande, täckt kaross. Motorn var även den avsedd enbart för racing. Det var en rak sexa på två liter med dubbla överliggande kamaxlar och fyra ventiler per cylinder. Motorn kom senare att användas även i Skyline GT-R.
Sedan Prince gått samman med Nissan vidareutvecklades bilen under Nissan-namnet med ny kaross och starkare motorer.

## Tekniska data

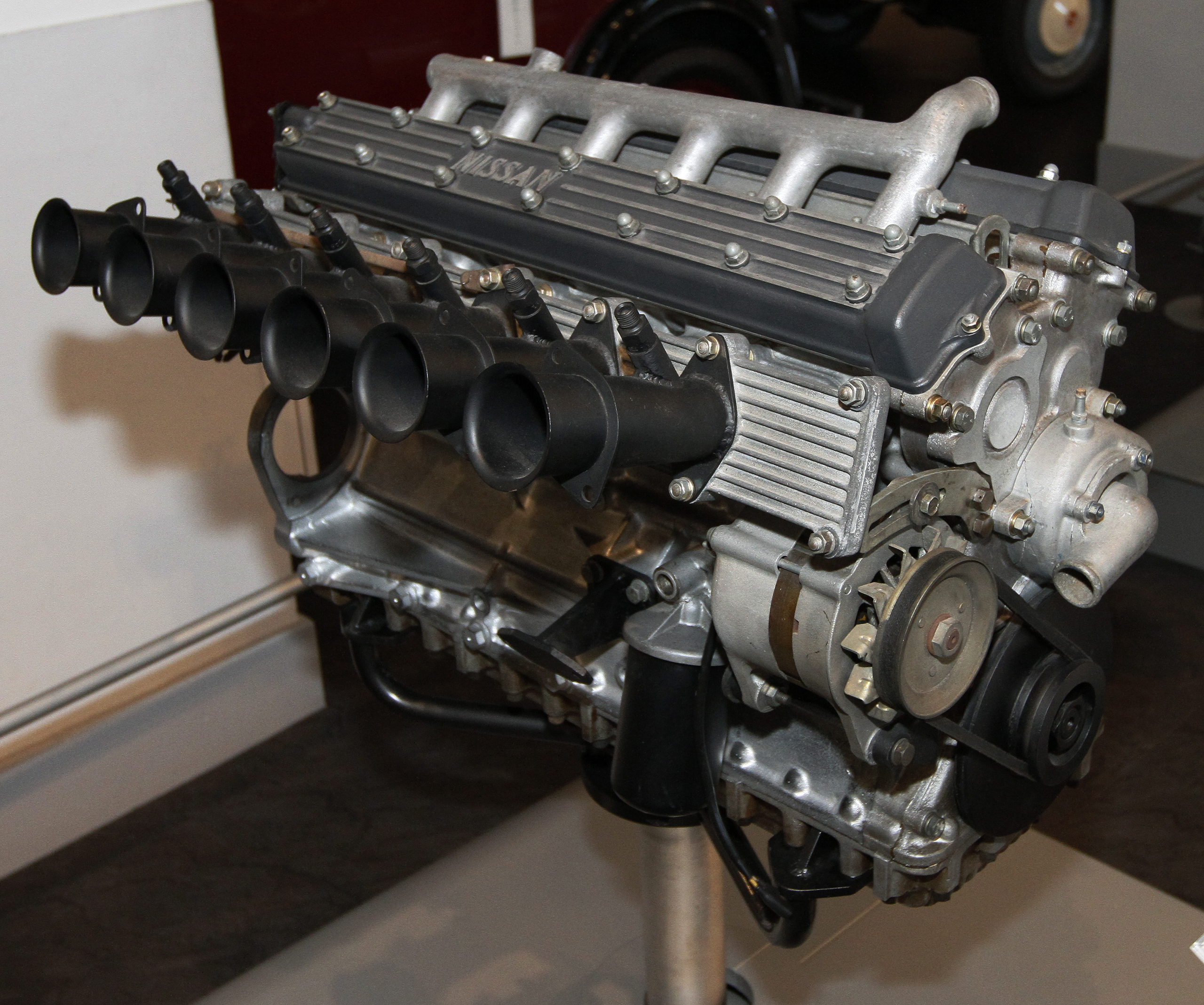
GR8-motorn.

| Tekniska data               | R380                                                  |
| --------------------------- | ----------------------------------------------------- |
| Motor:                      | Mittmonterad 6-cylindrig radmotor                     |
| Cylindervolym:              | 1996 cm³                                              |
| Borrning x slaglängd:       | 82 x 63 mm                                            |
| Kompression:                | 11:1                                                  |
| Max effekt:                 | 200 hk vid 8 000 v/min                                |
| Ventilstyrning:             | Dubbla överliggande kamaxlar, 4 ventiler per cylinder |
| Förgasare:                  | 3 Weber 42 DCOE                                       |
| Växellåda:                  | 5-växlad manuell                                      |
| Hjulupphängning fram & bak: | Dubbla tvärlänkar, skruvfjädrar                       |
| Bromsar:                    | Skivbromsar                                           |
| Chassi & kaross:            | Fackverksram av stål med aluminiumkaross              |
| Hjulbas:                    | 236 cm                                                |
| Torrvikt:                   | 660 kg                                                |
| Toppfart:                   | 270 km/h                                              |

## Tävlingsresultat
Till Princes förtret ställdes Japans Grand Prix in 1965. Prince passade istället på att sätta en rad hastighetsrekord detta år.
1966 återkom Japans Grand Prix. Prince tog en dubbelseger i loppet med Yoshikazu Sunako på första plats före Hideo Oishi.